# Ukuma
Ukuma è un municipio dell'Angola appartenente alla provincia di Huambo. Ha 71.926 abitanti (stima del 2006) ed una superficie di 1.600 km².